# Сідар-Гроув (Вісконсин)
Сідар-Гроув (англ. Cedar Grove) — селище (англ. village) в США, в окрузі Шебойґан штату Вісконсин. Населення — 2101 особа (2020).

## Географія
Сідар-Гроув розташований за координатами 43°34′6″ пн. ш. 87°49′23″ зх. д. / 43.56833° пн. ш. 87.82306° зх. д. (43.568247, -87.822969).  За даними Бюро перепису населення США в 2010 році селище мало площу 5,64 км², з яких 5,54 км² — суходіл та 0,10 км² — водойми.

## Демографія
Згідно з переписом 2010 року, у селищі мешкало 2113 осіб у 842 домогосподарствах у складі 597 родин. Густота населення становила 375 осіб/км².  Було 881 помешкання (156/км²).
Расовий склад населення:
| - 97,8 % — білих - 0,4 % — корінних американців - 0,4 % — азіатів - 0,1 % — чорних або афроамериканців |

До двох чи більше рас належало 0,8 %. Частка іспаномовних становила 3,3 % від усіх жителів.
За віковим діапазоном населення розподілялося таким чином: 27,2 % — особи молодші 18 років, 57,8 % — особи у віці 18—64 років, 15,0 % — особи у віці 65 років та старші. Медіана віку мешканця становила 37,8 року. На 100 осіб жіночої статі у селищі припадало 100,9 чоловіків;  на 100 жінок у віці від 18 років та старших — 96,6 чоловіків також старших 18 років.
Середній дохід на одне домашнє господарство  становив 65 310 доларів США (медіана — 54 979), а середній дохід на одну сім'ю — 79 376 доларів (медіана — 68 529). Медіана доходів становила 49 063 долари для чоловіків та 41 585 доларів для жінок. За межею бідності перебувало 5,6 % осіб, у тому числі 4,1 % дітей у віці до 18 років та 12,7 % осіб у віці 65 років та старших.
Цивільне працевлаштоване населення становило 1122 особи. Основні галузі зайнятості: виробництво — 30,3 %, освіта, охорона здоров'я та соціальна допомога — 25,1 %, роздрібна торгівля — 8,4 %, науковці, спеціалісти, менеджери — 6,6 %.